# Rogers Cup 2010
Canada Masters 2010 (також відомий під назвою Rogers Cup 2010 presented by National Bank і Rogers Cup 2010 за назвою спонсора) — тенісний турнір, що проходив на відкритих кортах з твердим покриттям. Це був 121-й за ліком Мастерс Канада серед чоловіків і 109-й - серед жінок. Належав до серії ATP Masters у рамках Туру ATP 2010, а також до серії Premier у рамках Туру WTA 2010. Чоловічий турнір відбувся в Rexall Centre у Торонто (Канада) з 7 до 15 серпня 2010 року. Жіночий турнір відбувся на Uniprix Stadium у Монреалі (Канада) з 13 до 23 серпня 2010 року. Турнір було заплановано завершити 22 серпня, але деякі матчі перенесено на 23 серпня через дощ.

## Фінальна частина

### Чоловіки. Одиночний розряд
Енді Маррей —  Роджер Федерер, 7–5, 7–5
- Для Маррея це був перший титул за сезон і 15-й - за кар'єру. Це була його друга поспіль перемога на цьому турнірі, першим, кому вдалося повторити тут перемогу був Андре Агассі у 1994-1995 роках.

### Одиночний розряд. Жінки
Каролін Возняцкі —  Віра Звонарьова, 6–3, 6–2
- Для Возняцкі це був 3-й титул за сезон і 9-й — за кар'єру. Це був її перший титул Premier 5.

### Парний розряд. Чоловіки
Боб Браян /  Майк Браян —  Жульєн Беннето /  Мікаель Льодра, 7–5, 6–3 
- Ця перемога була для Братів Браянів шістнадцятою на турнірах Мастерс у складі однієї пари.

### Парний розряд. Жінки
Хісела Дулко /  Флавія Пеннетта —  Квета Пешке /  Катарина Среботнік, 7–5, 3–6, [12–10]

## Учасники

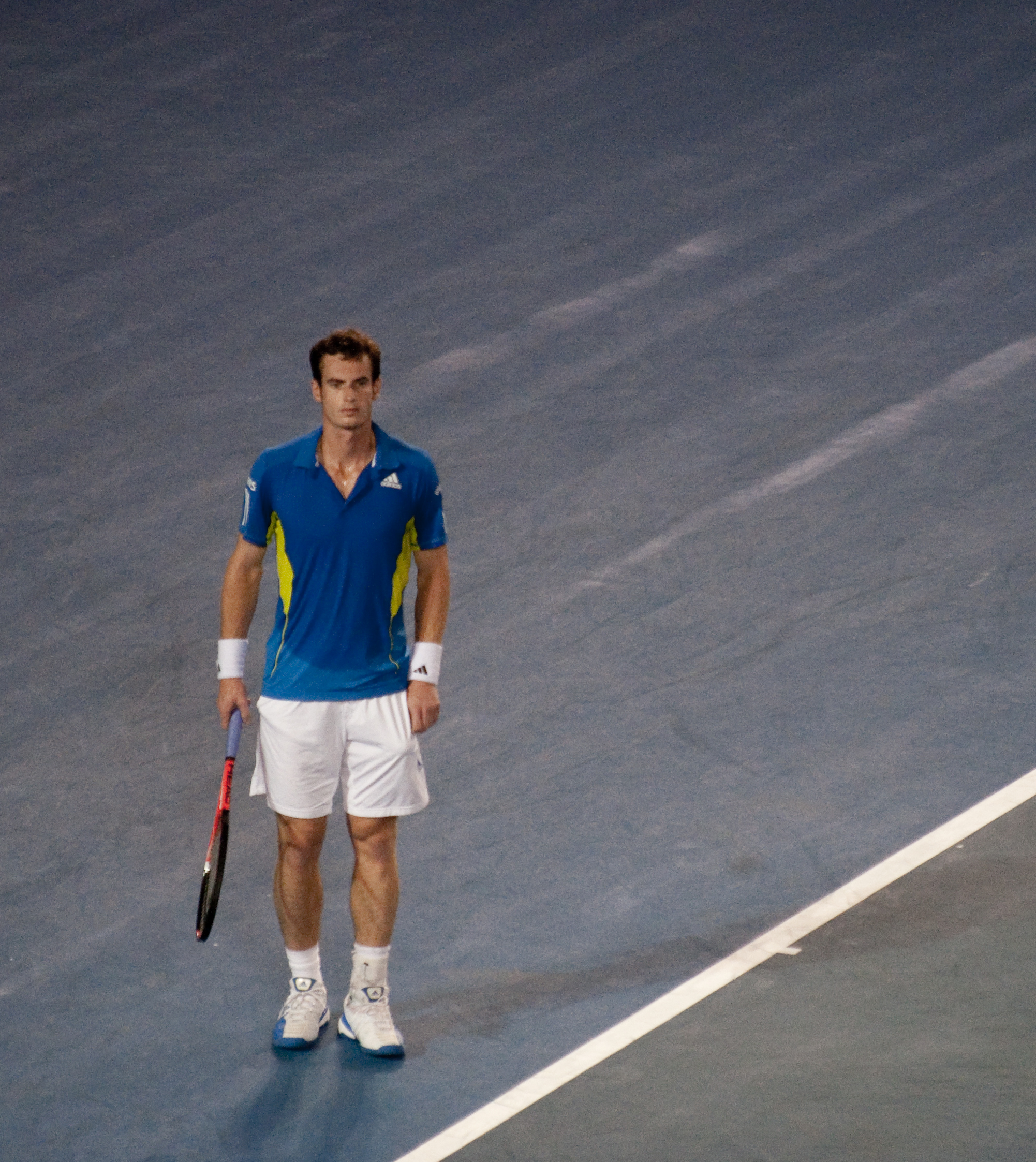
Енді Маррей успішно захистив свій титул в одиночному розряді

### Сіяні пари
| Країна          | Гравець           | Рейтинг[a] | Сіяний[b] |
| --------------- | ----------------- | ---------- | --------- |
| Іспанія         | Рафаель Надаль    | 1          | 1         |
| Сербія          | Новак Джокович    | 2          | 2         |
| Швейцарія       | Роджер Федерер    | 3          | 3         |
| Велика Британія | Енді Маррей       | 4          | 4         |
| Швеція          | Робін Содерлінг   | 5          | 5         |
| Росія           | Микола Давиденко  | 6          | 6         |
| Чехія           | Томаш Бердих      | 8          | 7         |
| США             | Енді Роддік       | 9          | 8         |
| Іспанія         | Фернандо Вердаско | 10         | 9         |
| Іспанія         | Давід Феррер      | 12         | 10        |
| Хорватія        | Марін Чилич       | 13         | 11        |
| Росія           | Михайло Южний     | 14         | 12        |
| Австрія         | Юрген Мельцер     | 15         | 13        |
| Іспанія         | Ніколас Альмагро  | 16         | 14        |
| Франція         | Гаель Монфіс      | 18         | 15        |
| США             | Сем Кверрі        | 20         | 16        |

- Рейтинг подано станом на 2 серпня 2010 і може змінюватись.

### Інші учасники
Нижче подано учасників, що отримали вайлд-кард на вихід в основну сітку:
- Френк Данцевич
- П'єрр-Людовік Дюкло
- Пітер Поланскі
- Мілош Раоніч

Гравець, що потрапив в основну сітку як особливий виняток:
- Ксав'є Малісс

Нижче наведено гравців, які пробились в основну сітку через стадію кваліфікації:
- Кевін Андерсон
- Денис Істомін
- Лу Єн-Сун
- Фабіо Фоніні
- Ілля Марченко
- Яркко Ніємінен
- Майкл Расселл

Гравці, що потрапили в основну сітку як щасливий лузер:
- Сомдев Девварман
- Поль-Анрі Матьє

### Відомі гравці, що відмовились від участі
- Хуан Мартін дель Потро (травма зап'ястка)
- Хуан Карлос Ферреро (травма коліна)
- Фернандо Гонсалес (литка)
- Ллейтон Г'юїтт (розтягнення литки)
- Джон Ізнер (травма плеча)
- Іван Любичич
- Хуан Монако (травма зап'ястка)
- Альберт Монтаньєс
- Енді Роддік (glandular fever)
- Жо-Вілфрід Тсонга (травма коліна)

## Учасниці

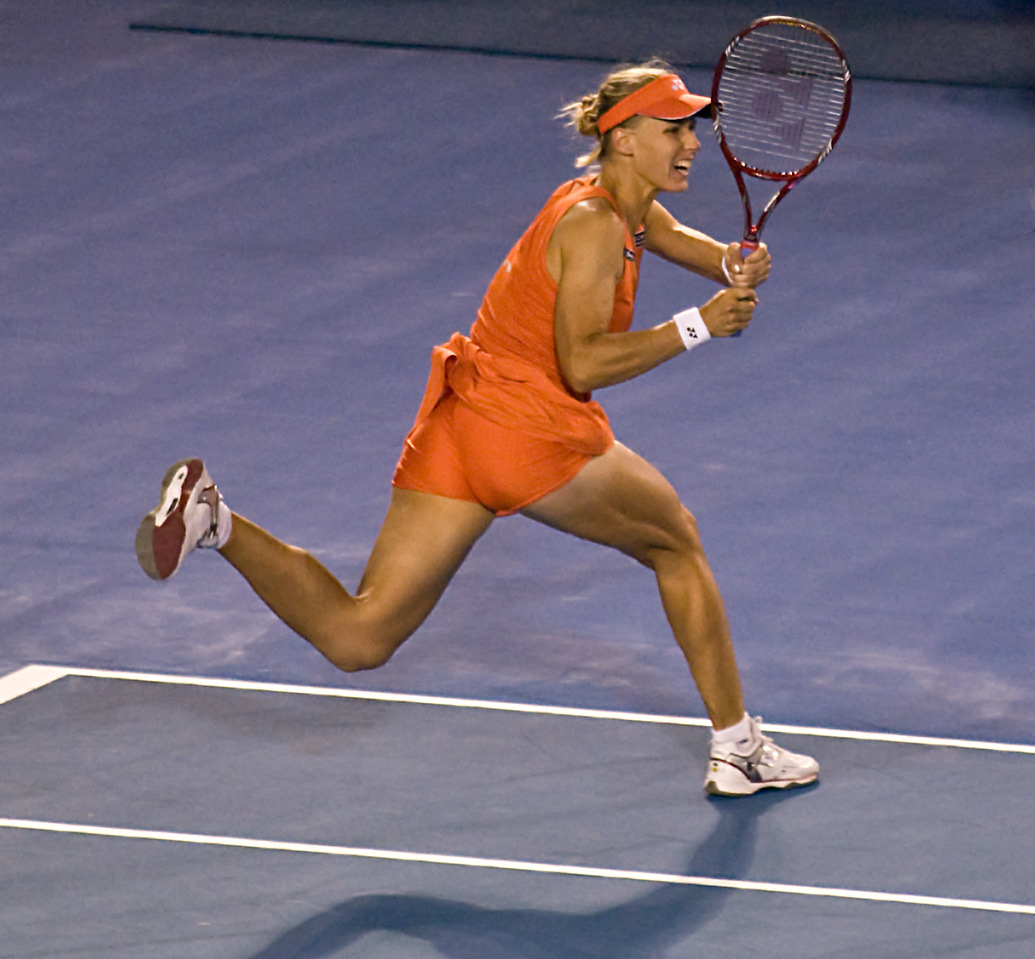
Олена Дементьєва була чинною чемпіонкою

### Сіяні учасниці
| Гравчиня           | Країна                  | Рейтинг* | Посіяна |
| ------------------ | ----------------------- | -------- | ------- |
| Єлена Янкович      | Сербія                  | 2        | 1       |
| Каролін Возняцкі   | Данія                   | 3        | 2       |
| Вінус Вільямс      | Сполучені Штати Америки | 4        | 3       |
| Олена Дементьєва   | Росія                   | 6        | 4       |
| Кім Клейстерс      | Бельгія                 | 7        | 5       |
| Франческа Ск'явоне | Італія                  | 8        | 6       |
| Агнешка Радванська | Польща                  | 9        | 7       |
| Віра Звонарьова    | Росія                   | 10       | 8       |
| Лі На              | Китай (етимологія)      | 11       | 9       |
| Вікторія Азаренко  | Білорусь                | 12       | 10      |
| Світлана Кузнецова | Росія                   | 14       | 11      |
| Марія Шарапова     | Росія                   | 15       | 12      |
| Яніна Вікмаєр      | Бельгія                 | 16       | 13      |
| Шахар Пеєр         | Ізраїль                 | 17       | 14      |
| Флавія Пеннетта    | Італія                  | 18       | 15      |
| Араван Резаї       | Франція                 | 19       | 16      |
| Маріон Бартолі     | Франція                 | 20       | 17      |
| Надія Петрова      | Росія                   | 21       | 18      |

- Посів ґрунтується рейтингові станом на 9 серпня 2010 року.

### Інші учасниці
Нижче подано учасниць, що отримали вайлд-кард на вихід в основну сітку
- Стефані Дюбуа
- Віржіні Раззано
- Валері Тетро
- Александра Возняк

Нижче наведено гравчинь, які пробились в основну сітку через стадію кваліфікації:
- Івета Бенешова
- Гейді Ель Табах
- Ярміла Грот
- Луціє Градецька
- Ваня Кінґ
- Катерина Макарова
- Бетані Маттек-Сендс
- Моніка Нікулеску

Гравчині, що потрапили в основну сітку як щасливий лузер:
- Кіміко Дате
- Патті Шнідер

### Відомі гравчині, що відмовились від участі
- Жустін Енен (травма ліктя)
- Марія Шарапова (травма лівої ступні)
- Саманта Стосур (травма плеча)
- Серена Вільямс (операція на ступні)
- Вінус Вільямс (травма лівого коліна)